# Michal Slivka (politik)
Michal Slivka (* 29. května 1934) byl slovenský a československý politik a bezpartijní poslanec Sněmovny národů Federálního shromáždění za normalizace.

## Biografie
K roku 1976 se profesně uvádí jako zámečník.
Ve volbách roku 1976 zasedl do slovenské části Sněmovny národů (volební obvod č. 132 - Snina, Východoslovenský kraj). Ve Federálním shromáždění setrval do konce funkčního období, tedy do voleb roku 1981.